# Кръстоносен поход на бароните
Кръстоносният поход на бароните (на френски: La croisade de 1239, croisade des barons) е кръстоносен поход на френските и английските благородници в Палестина от юли 1239 до май 1241 г.
Организиран е от църквата от папа Григорий IX, за подпомагане на кръстоносните държави против мюсюлманските Аюбиди от Египет и Сирия. Кръстоносният поход се състои от две различни по време експедиции, кръстоносния поход (1239 – 1240) на Теобалд I Шампански (Тибо Шампански), крал на Навара и кръстоносния поход (1239 – 1241) на Ричард Корнуолски, брат на крал Хенри III от Англия.